# Roue de Paris

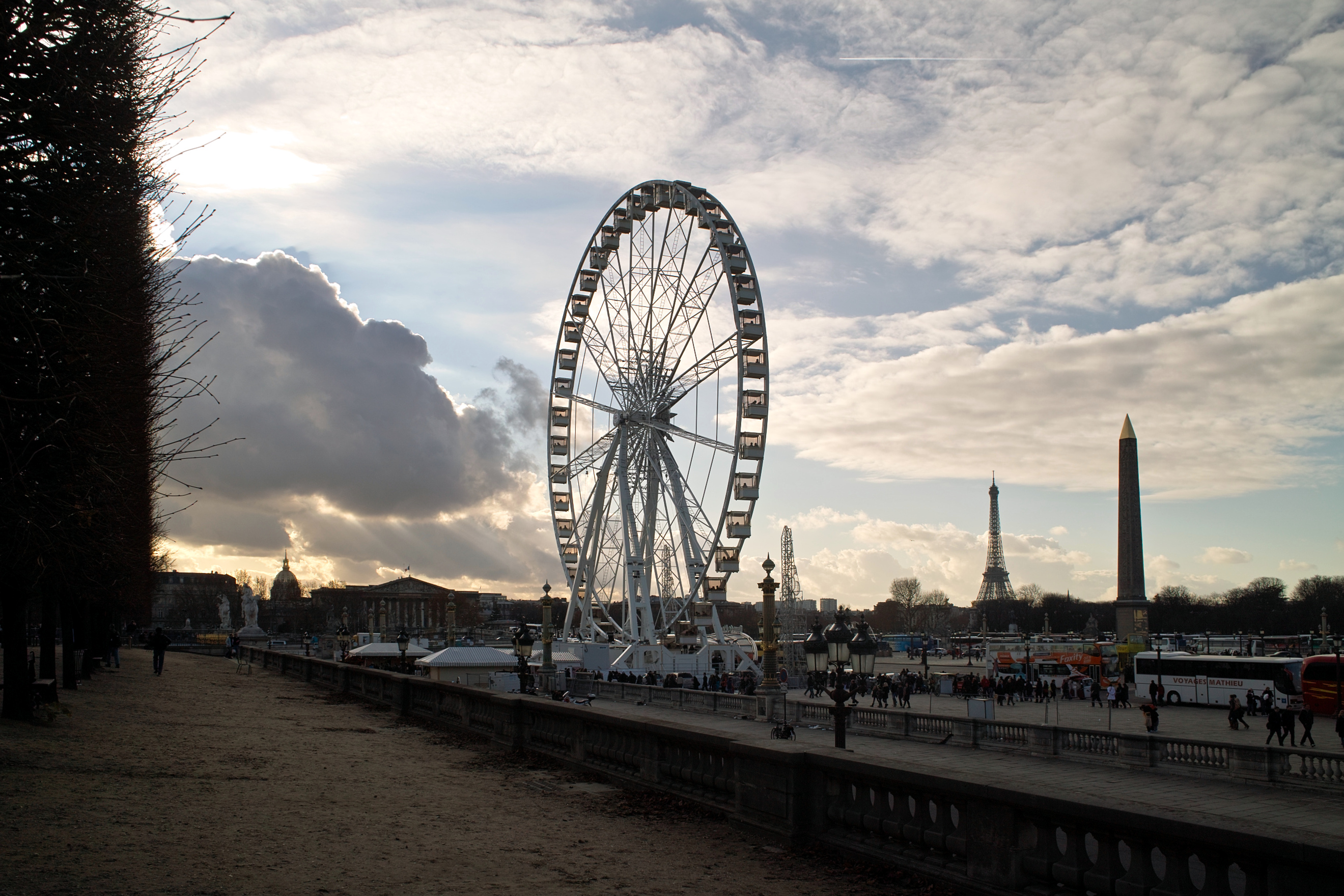
Roue de Paris auf der Place de la Concorde, Dezember 2011

Das Roue de Paris ist ein Riesenrad in Paris, das erstmals im Dezember 1999 anlässlich der Feierlichkeiten zur Jahrtausendwende auf der Place de la Concorde aufgestellt wurde. Gebaut wurde es von der Fa. Nauta-Bussink in den Niederlanden. Es steht in der Tradition der Grande Roue de Paris, das zur Weltausstellung 1900 errichtet und 1937 abgebaut worden war.
Die erste Betriebsgenehmigung für das Roue de Paris lief am 31. Dezember 2000 aus. Dessen ungeachtet weigerte sich der Betreiber Marcel Campion, den Betrieb einzustellen. Erst nach einem Gerichtsurteil baute er das Riesenrad im Januar 2002 ab und verkaufte es nach Großbritannien.
Dort stand es von November 2003 bis Februar 2004 in Birmingham und im Dezember 2004 auf dem Weihnachtsmarkt in Manchester. Anfang 2005 wurde es an die Firma Magic Fair Attractions b.v. des Holländers Leon Snep verkauft. Nach einer Stippvisite auf der World Town Fair in Sittard-Geleen stand es in den Sommermonaten auf der Museumsinsel in Amsterdam. 2006 befand sich das Riesenrad in Bangkok. Es gehört heute der Fa. Freij Entertainment International.
Seit Ostern 2010 gibt es auf Betreiben Campions wieder ein Riesenrad gleichen Namens in Paris. Es wurde von dem holländischen Unternehmen Mondial Rides gebaut. Die Höhe wird mit 55 Metern angegeben. Eine Besonderheit: es ist auf drei Aufleger gebaut. Dazu werden noch drei Transporte für die Gondeln und einer für die anderen Aufbauten benötigt. Es steht während des Jahres an vier Orten: von April bis Mai auf der Foire du Trône, im Juli und August auf der Fête des Tuileries, von September bis Oktober auf der Fête à Neu-Neu und von Mitte Dezember bis Januar auf der Place de la Concorde am Eingang des Jardin des Tuileries.

## Technik

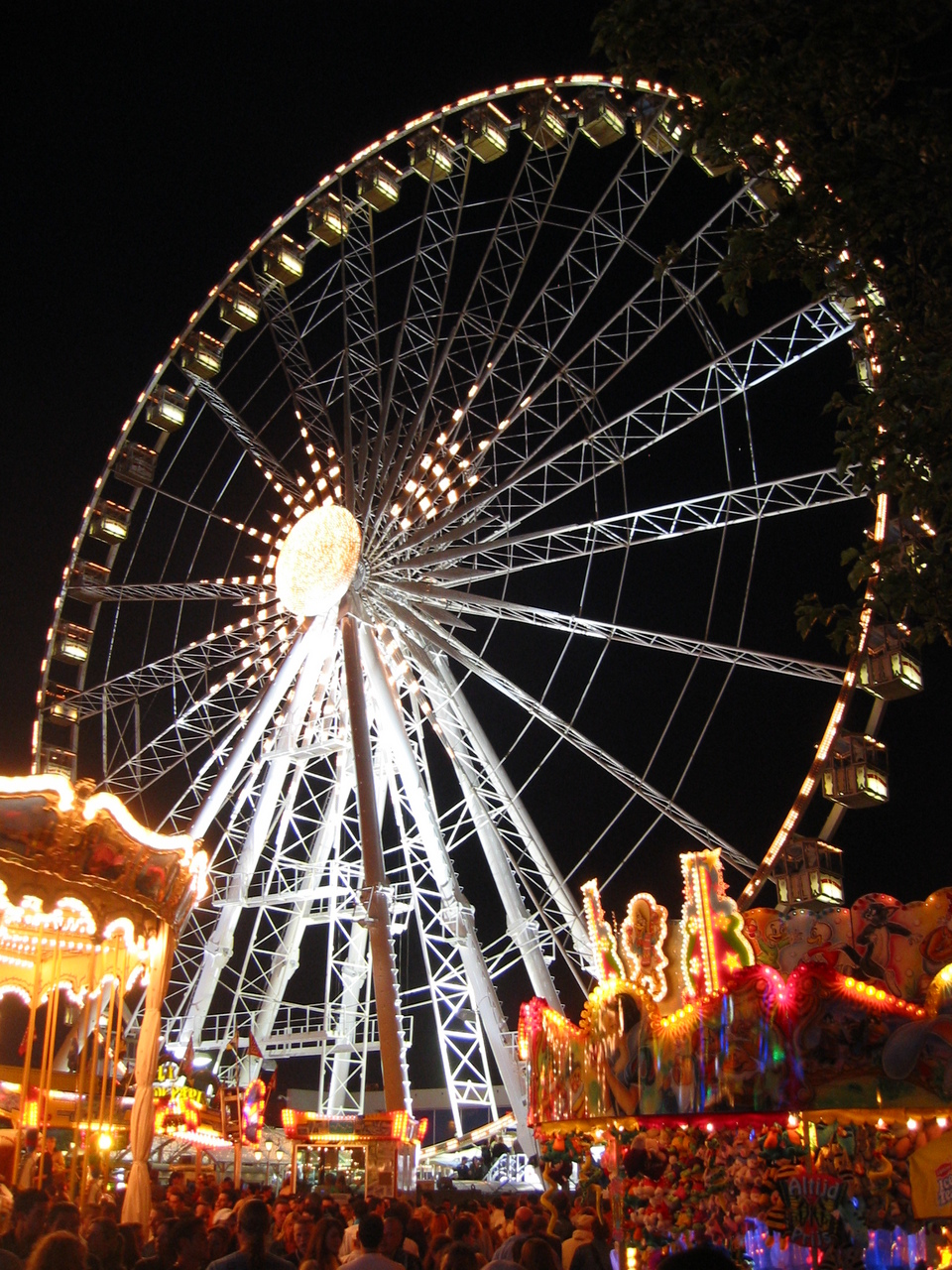
Die Roue de Paris in Geleen

- Höhe: 56 Meter (neu 2010  55 Meter)
- Durchmesser: 53 Meter (neu 53 Meter)
- Gondeln: 42 (Neu 42)
- Speichen: 21 (Neu 14)
- Maximale Drehzahl: 1,5/min (≈ 4 m/s)(Neu ?)
- Kapazität: 252 bei 6 Fahrgästen pro Gondel
- Grundfläche 25 × 20,5 Meter (neu 24 × 19 Meter)

Das alte Roue de Paris besaß in ihrem Fundament einen 40.000 Liter fassenden Wassertank. Das neue Rad ist auf drei Auflieger gebaut und kommt ohne weiteren Ballast aus.
Bis auf die Dekoration ist es baugleich mit dem Riesenrad Bellevue des Düsseldorfer Schaustellers Oscar Bruch jr.